# Synagoge (Fußgönheim)

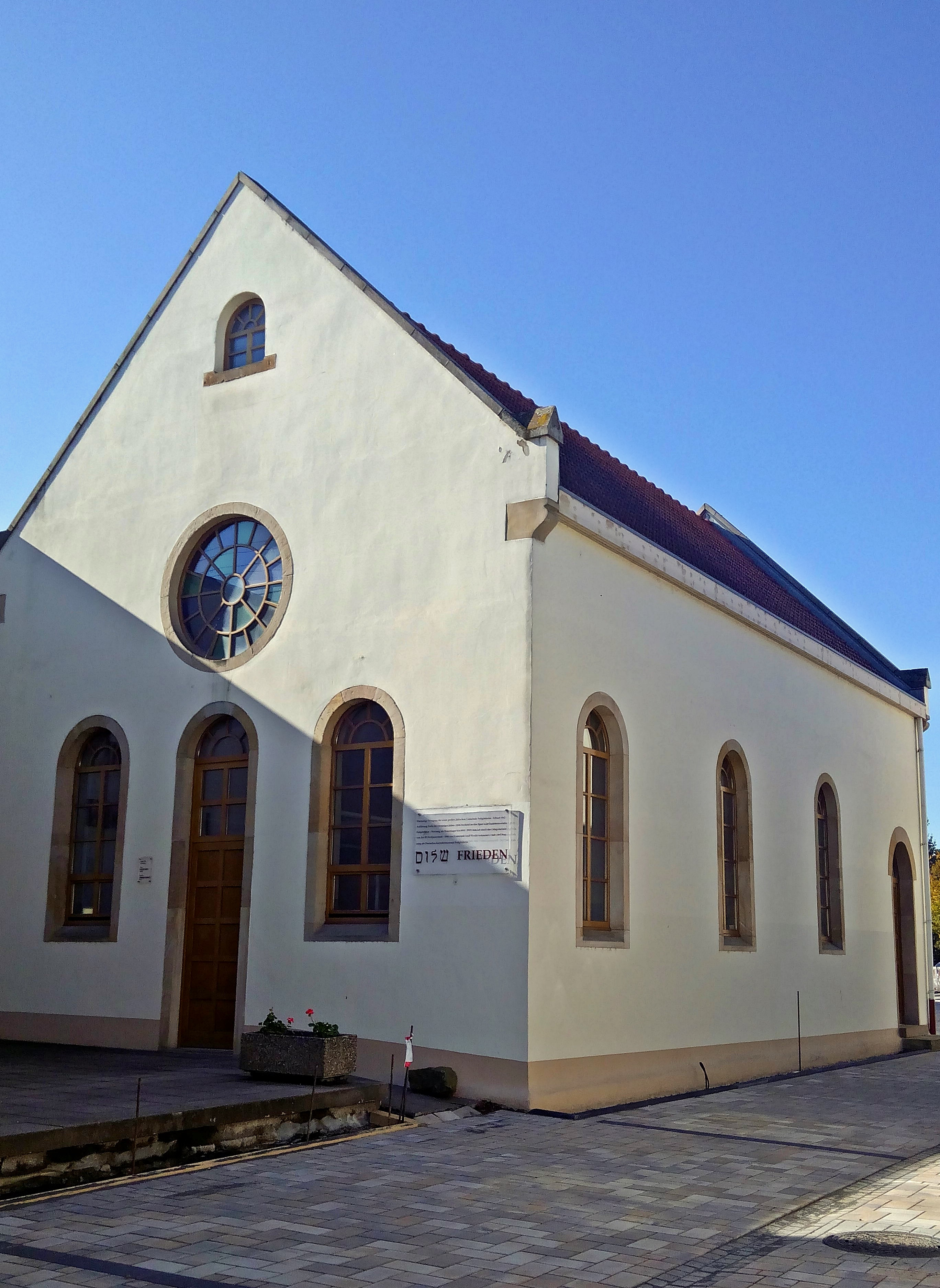
Ehemalige Synagoge in Fußgönheim

Die Synagoge in Fußgönheim, einer Ortsgemeinde im Rhein-Pfalz-Kreis in Rheinland-Pfalz, wurde 1842 errichtet. Die profanierte Synagoge an der Hauptstraße 62 (ehemalige Mannheimer Straße) ist ein geschütztes Kulturdenkmal.

## Geschichte
Ab 1684 lebten Juden in Fußgönheim; ab spätestens 1821 existierte ein Jüdischer Friedhof im Ort. Die 1842 errichtete Synagoge brannte am 19. August 1901 ab, konnte aber im folgenden Jahr neu aufgebaut werden.
Im Verlauf des späten 19. und frühen 20. Jahrhunderts schrumpfte die Jüdische Gemeinde in Fußgönheim kontinuierlich. Jüdische Bewohner der Nachbarorte Dannstadt, Schauernheim und Ellerstadt ermöglichten ein Fortbestehen der Kultusgemeinde bis 1928. Ab diesem Jahr waren keine Gottesdienste mehr möglich, da in der jüdischen Gemeinde kein Minjan (zehn religionsmündige jüdische Männer) mehr zusammenkam.
Ein Versuch, das Gebäude 1936 an die politische Gemeinde Fußgönheim zu verkaufen, scheiterte, weil die Gemeindeverwaltung das Gebäude abreißen wollte, um eine Durchgangsstraße zu errichten. Daher wurde die Synagoge noch im gleichen Jahr an den Spar- und Darlehensverein (heute Raiffeisenbank) verkauft. 1938 erhielt sie einen Anbau und wurde später zum Getreidelager für die Raiffeisengenossenschaft umgebaut. Aufgrund dessen blieb das Gebäude von den Novemberpogrome 1938 verschont und wurde bis als Warenlager genutzt.
Ein Antrag, das Gebäude unter Schutz zu stellen, wurde 1985 durch den Gemeinderat abgelehnt; auch die Raiffeisenbank als Besitzer sprach sich dagegen aus.

## Heutige Nutzung
Im Jahr 1992 oder 1993 kaufte die Gemeinde die ehemalige Synagoge und renovierte sie in Zusammenarbeit mit dem Verein „Deutsches Kartoffelmuseum“, der aus dem 1968 gegründeten „Heimat- und Kulturkreis“ hervorgegangen war. Die Kosten für die Renovierung wurden je zur Hälfte von der Gemeinde und vom Verein getragen. Seit 1997 wird das ehemalige Synagogengebäude vom Deutschen Kartoffelmuseum genutzt. Im Inneren haben sich teilweise Dekorationsmalereien aus der jüdischen Zeit erhalten.